# 주아세안 대한민국 대표부
주아세안  대한민국 대표부(駐ASEAN大韓民國代表部, Permanent Mission of the Republic of Korea to the ASEAN)은 2012년 인도네시아 자카르타에 개설된 대한민국 외교부 소속의 동남아시아 국가 연합(아세안) 주재 대표부이다.

## 역사
- 2012년 주아세안 한국대표부 설치[1][2][3]

## 역대 대사
- 2012년 10월 - 2015년 4월 초대 대사 백성택
- 2015년 4월 - 2017년 9월 제2대 대사 서정인
- 2018년 1월 - 2019년 4월 제3대 대사 김영채
- 2019년 5월 - 2021년 12월 제4대 대사 임성남
- 2022년 3월 - 2023년 5월 제5대 대사 권희석
- 2023년 5월 ~ 현재 제6대 대사 이장근